# 走査型トンネル顕微鏡

走査型トンネル顕微鏡　模式図

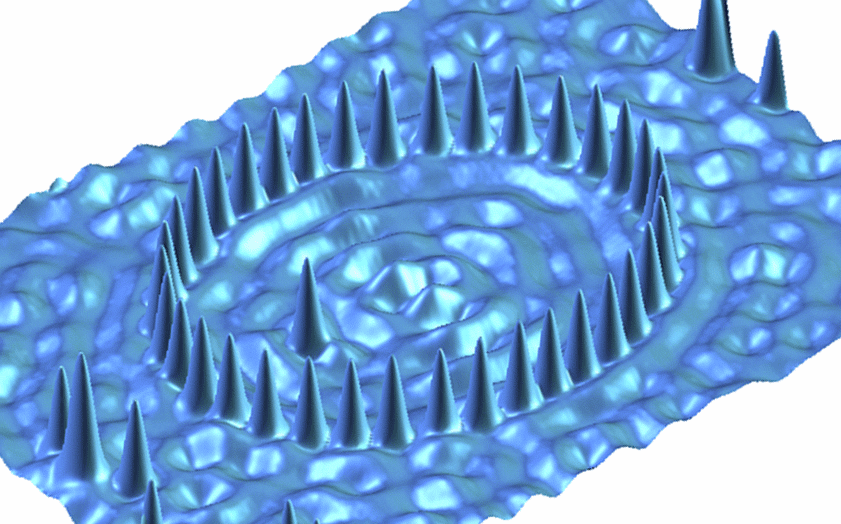
Cu(111)表面に楕円状に配置したCo原子（STMにより観察）
波動関数の波紋が確認できる。

走査型トンネル顕微鏡（そうさがたトンネルけんびきょう、Scanning Tunneling Microscope(STM)）は1982年、ゲルト・ビーニッヒ(G. Binnig)とハインリッヒ・ローラー(H. Rohrer)によって作り出された実験装置であり、走査型プローブ顕微鏡の一形式である。非常に鋭く尖った探針を導電性の物質の表面または表面上の吸着分子に近づけ、流れるトンネル電流から表面の原子レベルの電子状態、構造など観測するもの。トンネル電流を使うことからこの名がある。

## 原理
STMの探針は電極を兼ねており、試料との間で電位差が印加されている。探針を試料に接近させていく（アプローチする）と、探針と試料が衝突する前に、トンネル効果により電流が流れる。この電流を測定しつつ、試料の表面をなぞるようにして探針を移動させることにより、試料表面における電子の状態密度を観測することができる。探針の制御には、圧電素子のアクチュエータを用いることにより、緻密な操作が可能である。
トンネル電流は、探針‐表面間の距離に対し指数関数的な減衰があるが、それだけでなく表面から染み出した電子の状態波動関数に敏感に影響される。従って、原子一個から数個分の距離でもトンネル電流の量は大きく変化する（0.1 nm = 1 Åの差でトンネル電流の値が一桁も変わり得る）。このことから、探針の最先端の原子一個が表面の電子状態（波動関数の染み出し）と測定表面の表面状態を最も感じていることとなり、これが原子レベルの観測を可能にしている。観測されるのは波動関数から染み出したトンネル電流であり、凹凸を直接観察している訳ではない。また、導電性が無い試料は観測することができない。
観測方法は、探針と表面の距離を一定に保ち電流を測定するものと、トンネル電流を一定に保ちながら探針と表面の距離を測定するものに大別される。また、条件により大気中や液体中での観測も可能である。
STMのトンネル電流が表面上とエネルギーをやり取りする非弾性な電流も存在し、表面に吸着した分子の振動などを励起したり、分子の結合を切断したりすることが可能なことが知られている。

## 歴史
1978年、IBMのチューリッヒ研究所にいたハインリッヒ・ローラーは、ジョセフソン接合に関連する絶縁性薄膜の局所的な成長過程や電気特性の研究を始めるため、ヴォルフガング・ゲーテ大学にいたゲルト・ビーニッヒを採用した。この目的のため、彼らは10nm以下の狭い範囲でトンネル・スペクトロスコピーを観察する装置の開発を行なった。
この際に、スペクトロスコピー測定のために10nm以下のサイズの電極で試料を挟む方法が問題となった。上部の電極を金属針にすれば面積の問題は解決するが、接触によって試料が破壊してしまう。ビニッヒは非接触で測定できるトンネル効果を利用することを思いつき、金属針を数Åの距離まで近づけてることで局所スペクトロスコピーの測定に成功した。彼らは当初その空間分解能を4.5nmとしていたが、1982年のCaIrSn4（四錫化カルシウムイリジウム）の測定でそれよりも1桁良い単原子ステップ、すなわち原子1個分の段差を測定できることがわかった。
装置完成当初は装置の性能や原子レベルの観測結果に懐疑的な意見もあった。しかし1983年に、それまで構造の解明がなされず、30年近く論争の的となっていたシリコンの(111)表面における7×7再構成構造（いわゆるDASモデル）を決定する重要な手がかりをSTMの観測結果が与えたことから、その性能と信頼性の高さが認められるようになった。STM完成の功績によりビーニヒとローラーは、1986年、ノーベル物理学賞を受賞している。
ビーニヒとローラーによるSTMの特許として、アメリカ合衆国特許第 4,343,993号がある。
その他の関連特許については、日本国内で出願されたの特許が中心ではあるが、プローブ顕微鏡技術に詳しい。

## 装置機構

### 探針
STMの探針は機械研磨、または電解研磨によって先鋭化される。ビーニッヒらが開発した初期のものは先端半径が100nm程度であったが、その後は集束イオンビームなどの手法も用いられてはるかに鋭い探針が得られるようになった。2007年現在では、先端の直径が約10nmにまでなっている。（#外部リンクを参照）

### 除振
STMの測定は振動に非常に敏感なため、ばねなどによって地面から直接震動が伝わらないように設計がされている。当初ビーニッヒらは測定部を超伝導磁気浮上させていたが、冷却のため1時間に20リットルもの液体ヘリウムを必要とする事からこれを改め、2段釣りのばね機構と渦電流方式の永久磁石の振動減衰装置を用いるようになった。